# Guerres civiles grecques de 1823-1825
Pour les articles homonymes, voir Guerre civile grecque (homonymie).
Les guerres civiles grecques de 1823-1825, en grec moderne : Ελληνικός εμφύλιος πόλεμος (1823–1825) / Ellinikós emfýlios pólemos, se déroulent parallèlement à la guerre d'indépendance grecque. Le conflit a des dimensions à la fois politiques et régionales, puisqu'il oppose lors d'une de ses phases les Rouméliotes, qui vivent en Grèce continentale, alliés aux armateurs des îles, principalement l'île d'Hydra, aux Péloponnésiens. Il divise la jeune nation et affaiblit sérieusement la préparation militaire des forces grecques face à l'intervention égyptienne dans le conflit.

## Contexte
À la fin du mois de mars 1821, le Péloponnèse est en révolte ouverte contre l'Empire ottoman qui occupe la Grèce et, en octobre 1821, les Grecs, commandés par Theódoros Kolokotrónis, ont déjà pris les villes de Kalamata et de Tripoli. Après la chute de Kalamata, le Sénat de Messénie, premier des conseils locaux de gouvernement des Grecs, tient sa session inaugurale. Presque au même moment, le directoire achéen est convoqué à Patras. À l'initiative du Sénat de Messénie, une assemblée du Péloponnèse se réunit et élit, le 26 mai, le Sénat du Péloponnèse.
Des assemblées se réunissent également en Grèce-Centrale (novembre 1821) sous la direction de deux Phanariotes : Aléxandros Mavrokordátos dans la partie occidentale, et Théodore Négris dans la partie orientale. Ces assemblées adoptent deux des statuts locaux, la Charte de la Grèce continentale occidentale et l'Ordre juridique de la Grèce continentale orientale. Ces statuts prévoient la création de deux organes administratifs locaux en Grèce centrale, un Aréopage à l'est et un Sénat à l'ouest. Les trois statuts locaux sont reconnus par la première Assemblée nationale d'Épidaure, mais sont ensuite dissous par la deuxième Assemblée nationale.
La première Assemblée nationale, formée à Épidaure, fin décembre 1821, est composée presque exclusivement de notables du Péloponnèse[réf. nécessaire]. L'Assemblée compose la première Constitution grecque et désigne les membres d'un organe exécutif et d'un organe législatif qui doivent gouverner les territoires libérés.
Le Phanariote Aléxandros Mavrokordátos est élu au poste de président de l'exécutif, tandis que Dimítrios Ypsilántis, le représentant de la société secrète Filikí Etería, est élu président du corps législatif, un poste sans importance. Les chefs militaires et la Filikí Etería sont marginalisés, mais peu à peu l'influence politique de Theódoros Kolokotrónis grandit, et il parvient bientôt à contrôler, avec les capitaines qu'il influence, le Sénat du Péloponnèse, qui n'est pas dissous par l'Assemblée nationale.
Le Sénat gouverne de fait le Péloponnèse, tandis que le gouvernement central est trop faible pour exercer son pouvoir. Voyant l'impasse et le pouvoir croissant des capitaines du Péloponnèse, Aléxandros Mavrokordátos et les Hydriotes proposent la dissolution du Sénat et son incorporation à l'Assemblée nationale.
Pétros Mavromichális accepte la proposition, mais les chefs militaires la rejettent. Après ce rejet, l'administration centrale tente de marginaliser Theódoros Kolokotrónis. En novembre 1822, l'administration centrale promulgue la loi pour l'élection des représentants de la nouvelle Assemblée nationale, mais Theódoros Kolokotrónis défie la loi, et déclare que le Péloponnèse organisera sa propre assemblée pour les élections des nouveaux membres du Sénat.

## Première guerre civile
Guerre d'indépendance grecque
Le gouvernement provisoire décide que l'Assemblée Nationale se tiendra à Nauplie, et demande à Theódoros Kolokotrónis, qui contrôle la ville à partir de janvier 1823, de lui rendre la cité. Celui-ci refuse et propose que l'Assemblée se tienne à Nauplie, la ville restant sous son contrôle. Sa position divise ses partisans et l'affaiblit politiquement. La plupart des membres du Sénat du Péloponnèse obéissent aux décisions du gouvernement, et les capitaines sont contraints de négocier leur participation à l'Assemblée. Finalement, la deuxième Assemblée nationale est réunie en mars 1823 à Ástros. Le pouvoir central est renforcé au détriment des organes régionaux, une nouvelle constitution est votée et de nouveaux membres sont élus pour les organes exécutif et législatif.
Afin d'amadouer les chefs militaires, l'administration centrale propose à Theódoros Kolokotrónis de participer à l'organe exécutif en tant que vice-président. Il accepte, mais ses actions provoquent une grave crise lorsqu'il empêche Aléxandros Mavrokordátos, qui avait été élu président de l'organe législatif, de prendre ses fonctions. Son attitude envers Mavrokordátos provoque la colère des membres du corps législatif, qui est contrôlé par les Rouméliotes et les Hydriotes. Theódoros Kolokotrónis et son président de l'exécutif, Pétros Mavromichális, sont sévèrement critiqués par les membres du corps législatif. La crise atteint son paroxysme lorsque le législatif renverse l'exécutif et révoque ses membres. Theódoros Kolokotrónis et la plupart des notables et capitaines du Péloponnèse soutiennent Pétros Mavromichális, qui reste président de son exécutif à Tripoli. Cependant, un second exécutif, soutenu par les insulaires, les Rouméliotes, certains notables achéens - Andréas Zaïmis et Andréas Lóndos sont les plus importants - et d'autres, comme Grigórios Phléssas, appelé Papaphléssas, est formé à Kranídi avec Geórgios Koundouriótis comme président.